# Denis Bertholet
Denis Bertholet (* 1952) ist ein Schweizer Autor und Dozent an der Universität Genf.
Nach seiner Promotion über die Darstellung des bürgerlichen Individuums in der Literatur der Belle Époque wandte sich Bertholet als freier Autor dem Schreiben von Biographien zu. Er verfasste Studien über Jean-Paul Sartre und Claude Lévi-Strauss. Seine Biographie über Paul Valéry erschien 2011 in deutscher Übersetzung.

## Werke
- Le Bourgeois dans tous ses états: le roman familial de la Belle époque, Paris, O. Orban, 1987. ISBN 2-85565-403-3.
- Les Français par eux-mêmes: 1815–1885, Paris, O. Orban, 1991. ISBN 2-85565-544-7.
- Paul Valéry: 1871–1945, Paris, Plon, «Biographies», 1995. ISBN 2-259-18306-9.
- Paul Valéry, Die Biographie. Berlin Insel Verlag, 2011. ISBN 3458175245.
- Sartre, Paris, Plon, 2000. ISBN 2-259-18550-9; rééd. coll. «Tempus», 2005. ISBN 2-262-02331-X.
- Claude Lévi-Strauss, Paris, Plon, 2003. ISBN 2-259-19527-X; rééd. Odile Jacob, «Poches Odile Jacob», 2008. ISBN 978-2-7381-2182-0.
- Sartre: l’écrivain malgré lui, Gollion (Suisse); Paris, Infolio éditions, 2005. ISBN 2884749047.